# Vlamionisatiedetector
Een vlamionisatiedetector (Engelse afkorting: FID, flame ionization detector) is een detector die wordt gebruikt in de gaschromatografie.

## Principe
In deze detector brandt een waterstofvlammetje dat tussen twee elektroden geplaatst is. De componenten die de kolom verlaten worden hierdoorheen geleid. Ze verbranden dan, waarbij ionen gevormd worden. Deze ionen zorgen ervoor dat er een klein elektrische stroompje tussen de elektroden gaat lopen. De stroomsterkte is maatgevend voor de hoeveelheid (en hiermee de concentratie) van de component en wordt op een recorder of door een computer geregistreerd. Hier verschijnt een grafiek (van stroomsterkte tegen de tijd) met pieken die een chromatogram genoemd wordt. De oppervlakte onder de pieken is vaak automatisch te berekenen. Deze oppervlakte is een maat voor de hoeveelheid van elke component die aanwezig is in het monster.

## Toepassing
De FID is vooral geschikt voor het waarnemen van organische verbindingen. Ionisatie kan in principe alleen componenten detecteren die verbrand kunnen worden. Hoewel het waarnemen van andere componenten die in de vlam geïoniseerd worden in principe mogelijk is valt hun signaal meestal weg in de achtergrondruis van de detector.
Hierdoor is de FID bijzonder geschikt voor het waarnemen van koolwaterstoffen in bijvoorbeeld een mengsel met stikstof omdat deze detector heel gevoelig is voor de te meten componenten maar totaal niet voor de stikstof. Dat laatste kan natuurlijk wel een nadeel zijn wanneer men ook wil weten hoeveel stikstof er in het mengsel zit. 
Het enige grote nadeel van de FID is dat door de waterstofvlam in de detector de meeste componenten vernietigd worden. Het is dus maar beperkt mogelijk om nog andere detectoren na te schakelen die andere componenten kunnen analyseren. Daarom is de FID meestal de laatste detector in een dergelijke toepassing.

## Schema

FID-schema

Het exacte ontwerp verschilt natuurlijk van fabrikant tot fabrikant, maar het principe blijft wel hetzelfde. Over het algemeen wordt een FID achter een kolom van een gaschromatograaf geplaatst, dus daarom wordt de werking hier uitgelegd vanuit dezelfde toepassing.
Het monster komt vanuit de GC-kolom (A) en gaat de oven (B) van de FID binnen. De oven is nodig om te voorkomen dat het gas dat binnenkomt condenseert in de detector en op die manier niet, of met vertraging, gemeten wordt. Hierna wordt het monster eerst gemengd met waterstof (C) en later met de verbrandingslucht (D). Dit mengsel gaat verder omhoog door een positief geladen elektrode. Deze positief geladen elektrode stoot de koolstofionen af die ontstaan door pyrolyse van het monster. De ionen worden weggeslingerd richting de collectorplaten (G) die zijn verbonden (H) met een heel gevoelige ampèremeter die in staat is de neerslaande ionen waar te nemen, hierna wordt het signaal versterkt en verder verwerkt. De verbrande gassen worden door de uitlaatpoort (J) weer uit de detector gelaten.